# Gomphandra fernandoi
Gomphandra fernandoi är en järneksväxtart som beskrevs av Schori och Utteridge. Gomphandra fernandoi ingår i släktet Gomphandra och familjen Stemonuraceae. Inga underarter finns listade i Catalogue of Life.